# گمینا مارکوسه
گمینا مارکوسه (به لهستانی:  Gmina Markusy) یک گمینا در لهستان است که در شهرستان البلانگ واقع شده‌است. گمینا مارکوسه ۱۰۸٫۵۶ کیلومتر مربع مساحت و ۴٬۱۰۳ نفر جمعیت دارد.